# Instalación de saneamiento de edificios
El fin de una instalación de saneamiento de un edificio es facilitar la evacuación de las aguas que llegan a él. Las aguas que hay que evacuar son de tres tipos: 
- aguas pluviales, que recibe en sus cubiertas, patios, terrazas, cuando llueve o nieva, y
- aguas usadas, que son las empleadas para cocinar, higiene, limpieza, arrastre de residuos, etc., que llegan al edificio por la red de suministro de agua.
- humedad del suelo, aguas que pueden producir humedades en los muros, que provienen de un nivel freático alto o aguas de lluvia que el terreno no evacua convenientemente.

La instalación consiste en una red de conductos que recoge las aguas allí donde se usan o caen y la llevan hasta un lugar adecuado para el vertido, generalmente a la red de saneamiento urbano, o alcantarillado.

## Clasificación de las aguas
Tradicionalmente las aguas se han clasificado en tres grupos: aguas blancas, aquellas que no llevan casi suciedad, principalmente las aguas de lluvia o humedades del terreno; aguas grises, las que proceden de procesos de limpieza, jabonosas, sin casi contenido de materia orgánica y aguas negras o aguas fecales, las de alto contenido en materia orgánica, generalmente procedentes de inodoros, urinarios o trituradores de basura.

## Funcionamiento
Normalmente, la red funciona por gravedad. Las conducciones son verticales o tienen una pendiente (reducida), para facilitar la circulación de las aguas usadas, hasta la entrega a la red urbana o, en ciertos casos, a una fosa séptica.
A veces, no es posible utilizar la circulación por gravedad, cuando la recogida de aguas se hace bajo el nivel de la cota del alcantarillado, y debe utilizarse una bomba, situada en un pozo de almacenamiento, para subir las aguas hasta el nivel de desagüe. En cualquier caso, nunca se llevarán al pozo aguas vertidas en un nivel suficientemente alto como para desaguar por gravedad, ya que sería un desperdicio inútil de energía.

## Tipos de instalación
Según las características del punto donde se haga el desagüe, puede haber dos tipos de instalaciones:
- Unitarias: todas las aguas se recogen en sus respectivos puntos de recogida y se mezclan en algún punto de la red de saneamiento para desaguar juntas.
- Separativas: se hace una separación de las aguas para verte cada una, según su origen, en un lugar distinto. Entre éstas también puede haber una distinción:
  - Separativa de aguas pluviales y usadas: especialmente en climas lluviosos, a veces, el alcantarillado urbano es separativo también, porque se evita que las aguas de lluvia, en general razonablemente limpias, pasen por la depuradora (EDAR) y se hace que vayan directamente a cauce, sin otro tratamiento.[1]
  - Separativa de aguas pluviales, grises y negras: es muy conveniente este tipo de separación cuando las aguas van a una depuradora pequeña (fosa séptica). Las pluviales por la misma razón que en el caso anterior se vierten directamente al terreno o a cauce, pero además, porque al ser pequeña la fosa, si no se vierten tampoco a ella las aguas grises, el caudal que llegue será solo el de las aguas fecales, que permanecerán más tiempo en las cámaras y resultarán mejor depuradas. Las aguas grises se vierten a zanjas o pozos de filtrado, que pueden proporcionar una depuración razonable.

Puede considerarse un tercer tipo, dentro de los sistemas unitarios, que sería el mixto: las bajantes separativas y los colectores unitarios, sistema muy favorable puesto que el régimen de circulación de las bajantes es muy distinto en cada caso.

## Partes de la instalación
Consta de:
- Recogida de aguas
- Red pequeña de piso o local: reúne las aguas recogidas en un local húmedo, para llevarlas a una bajante.
- Bajantes: son las conducciones verticales que llevan las aguas desde los pisos a red horizontal de saneamiento.
- Colectores: son las tuberías que, casi, horizontalmente van recogiendo las diversas bajantes y llevan las aguas fuera de la construcción, y después la vierten en la red urbana.
- Acometida o entrega a la red urbana de alcantarillado.

### Recogida de aguas
El origen de las aguas usadas son una serie de aparatos, que pueden ser aparatos sanitarios, o electrodomésticos, que disponen de un orificio de desagüe, con o sin válvula, con o sin bomba de desagüe, en los que se realizan las funciones de higiene, limpieza, preparación de alimentos, etc. Nunca un punto de suministro de agua debe carecer de un punto de desagüe, aun los que se prevea se utilizarán muy de tarde en tarde.
En el caso de pluviales, la recogida dependerá del tipo de cubierta, y puede hacerse por canalones, en el caso de cubierta inclinada o mediante diversos tipos de sumideros, buzones... cuando se trata de cubiertas aterrazadas o planas. También se recoge de esta manera en los patios.
En ciertas ocasiones puede convenir llevar las aguas de lluvia a un depósito (cisterna), generalmente enterrado, para su posterior utilización para riego de huertos o en las cisternas de los inodoros, como medio de ahorro de agua.
Para pequeñas superficies se utiliza a menudo un tubo, a manera de gárgola, que desagua directamente al terreno.

### Red de piso
Las tuberías que recogen los desagües (especialmente cuando son de gran diámetro, pero también las demás) pueden descargar directamente en la bajante o bien reunirse en un ramal de piso que, a su vez, desagua en la bajante.
Cuando de aseos de uso colectivo se trata, las baterías de aparatos (inodoros, urinarios y lavabos) tienen una tubería horizontal (ramal de piso) que recoge todos los desagües para llevarlos a la bajante.

### Bajantes
Son las conducciones verticales que conectan las redes de piso con los albañales. En ellas las aguas alcanzan velocidades de hasta 8 m/s pero no más, porque normalmente van rozando con las paredes (realmente una descarga de solo aguas bajará pegada a las paredes formando una espiral). No deben cambiar de diámetro en toda su longitud, salvo en edificios muy altos, en los cuales se hacen, cada cierta altura, cambios de dirección con un ángulo de 30° o 45°, para evitar que el vertido alcance mucha velocidad, y en ellos se puede, si es necesario, aumentar el diámetro.

### Colectores
También llamados atarjeas, tarjeas o, a veces, colectores, que es un nombre un tanto impropio por excesivamente genérico y poco preciso, pues se usa para muchos otros dispositivos muy distintos.
El conjunto de albañales recibe el nombre de red horizontal, aunque, como se ha dicho no es exactamente horizontal, pues debe de tener una pendiente, para facilitar el flujo del agua por gravedad. Esta pendiente ha de ser relativamente pequeña (0,5...5%), puesto que las aguas usadas a menudo arrastran partículas sólidas duras, abrasivas (arenillas, por ejemplo) y, si la pendiente es grande, la velocidad lo será y pueden producirse fenómenos de erosión que dañen los conductos en poco tiempo.
La red horizontal puede ir colgada o enterrada. Puede ir colgada cuando el edificio tiene sótanos (lo cual es muy frecuente, para cocheras) y es un sistema mejor porque tiene la posibilidad de verse en todo su recorrido y es más barato arreglar los posibles desperfectos. La enterrada tiene el problema de que posibles asientos del terreno pueden romperla, y su reparación es mucho más complicada.
Cuando haya puntos donde se viertan grasas, orgánicas (cocinas importantes) o minerales (desagües de cocheras) debe instalarse un dispositivo separador de grasas, exclusivo para ese albañal. Al separador no deben verter albañales que puedan arrastrar materia sólida (inodoros, por ejemplo).

## El problema de los olores

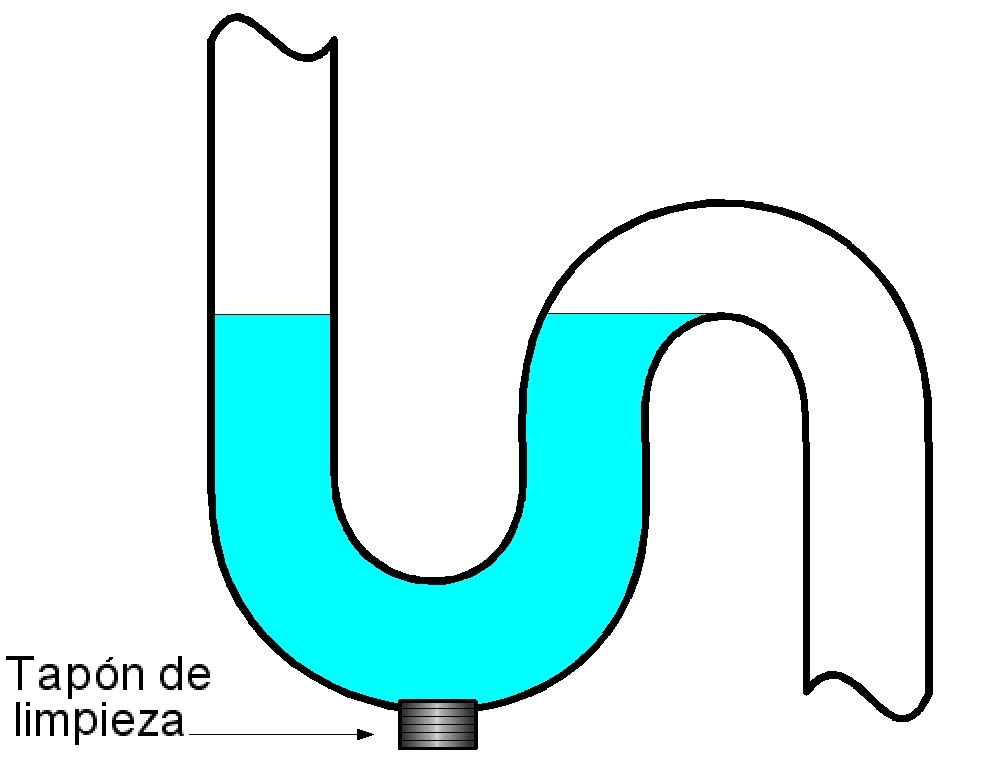
Sifón en un desagüe.

Una red que lleva aguas sucias, con materia orgánica putrescible, genera gases malolientes y es necesario evitar que salgan olores de la red, en lugares que puedan molestar y muy especialmente en los locales interiores. Para ello se emplean dos dispositivos: los cierres inodoros, generalmente hidráulicos, y un complemento muy importante para su buen funcionamiento: un sistema de ventilación de la red, para facilitar el flujo del agua por los conductos y evacuar los gases a un lugar donde no molesten.

### Cierres inodoros
Hay dos tipos de cierres: hidráulicos y mecánicos. Si bien habitualmente solo se usan los hidráulicos, no es de desdeñar el conocimiento de los mecánicos pues sirven en climas secos para obturar los desagües de las terrazas transitables.

#### Cierres hidráulicos
Los cierres hidráulicos, vulgarmente conocidos como sifones, consisten en un tubo conformado de modo que retiene una porción de agua limpia que se renueva en cada ciclo de desagüe del aparato, e impide el paso de los gases desde la red a los locales. Hay varios tipos de sifón; el más conocido y antiguo es el llamado sifón en S (en la figura) pero también hay de botella, compacto (muy parecido al anterior, pero de plástico y de tamaño más reducido), etc. En cualquier caso, el que mejor funcionamiento tiene es el sifón en S que, por su diseño hidráulico, retiene menor cantidad de sólidos (pelos, por ejemplo) y se mantiene limpio con mayor facilidad.
También hay sifones de campana, en los que una media esfera o campana (ahora de plástico) atornillada a la reja de cierre del sumidero, se coloca con su borde inferior por debajo del nivel del borde del tubo de desagüe, formando el remanso de cierre. Se utilizan en terrazas transitables y en los platos de ducha construidos en obra.
Existe también un dispositivo que sirve como sifón a varios aparatos simultáneamente, llamado bote sifónico.

#### Cierres mecánicos
Los cierres mecánicos, poco conocidos pero muy usados hasta hace medio siglo, consisten en una esfera (en los antiguos era de bronce o latón, hueca) que flota en el agua y asienta sobre un anillo de cierre al inicio de la bajante. Cuando llueve, flota, y deja paso libre, pero luego cierra el paso a la salida de gases. En climas con veranos cálidos y poco lluviosos, el agua de un sifón (en las terrazas suele usarse uno de los llamados de campana) se evapora con facilidad, por lo que uno mecánico lo sustituye con ventaja. En cualquier caso, si se tiene uno hidráulico de campana puede evitarse la evaporación poniendo sobre la superficie del agua retenida un poco de aceite vegetal, que impide la evaporación.

#### Válvula de aireación
Otro dispositivo, mecánico, que tiene fines parecidos es la válvula de aireación, que se coloca en el extremo superior de las ventilaciones (lugar por donde no pasa agua) cierra la salida de olores mientras no haya presiones o depresiones en las tuberías y abre cuando esto ocurre, para conseguir el equilibrio de presiones, evitando desifonamientos y gorgoteos en los sifones. Se utilizan en ventilaciones con salida cerca de zonas habitadas, impidiendo olores salvo en los breves momentos en los que abre para compensar una sobrepresión.

### Ventilación de la red
Para un correcto funcionamiento de los cierres hidráulicos, que al cabo suponen un sellado de la red bastante eficiente, es necesario que haya un sistema de ventilación que evite presiones y depresiones en los conductos. Efectivamente, en las bajantes en las que descargan inodoros, puede formarse un émbolo que, si el diámetro es estricto, producirá al caer por la bajante, una sobrepresión en la parte inferior y una depresión en la superior. Esas presiones pueden desifonar (vaciar el agua de) los cierres hidráulicos y, en el mejor de los casos, producir gorgoteos y ruidos, que pueden ser importantes. La ventilación sirve para equilibrar las presiones y evitar sus efectos.
Puede haber tres tipos de ventilación:
- Ventilación primaria: es la más sencilla; se trata de prolongar la bajante hacia arriba, por lo menos por encima de la cumbrera de la cubierta. Suele ser suficiente en edificios de hasta tres o cuatro plantas, siempre que haya, al menos, más de una bajante.
- Ventilación secundaria: consiste en una conducción paralela a la bajante, conectada con ella cada planta o cada dos. Al bajar el posible émbolo, las presiones se equilibran por ella. La instalación de ventilación secundaria se unirá con los tubos de la ventilación primaria.
- Ventilación terciaria: consiste en un tubo que conecta las salidas de cada uno de los sifones de aparato con la ventilación secundaria. Se emplea en baterías de aparatos, en aseos colectivos, en viviendas lujosas normalmente.

La ventilación primaria es obligatoria en España debido al cumplimiento del Código Técnico de la Edificación (CTE).

## Vertido a la red urbana
Normalmente, las aguas de todos los albañales se reúnen en una arqueta final, desde la que se vierte a la red urbana. Si hubiera saneamiento urbano separativo, las arquetas finales serán dos, una para cada tipo de alcantarillado: pluviales y aguas sucias. En caso de pequeña depuradora, serían tres, como se ha dicho.
A menudo el nivel del alcantarillado es muy distinto del de salida del saneamiento. Puede ocurrir que esté muy por debajo, o esté por encima.
- Si el nivel es mucho más bajo que el de salida, nunca debe ponerse una pendiente grande en la acometida para acordar ambos niveles: Efectivamente una pendiente grande obliga las aguas a tomar velocidades importantes, que dañarán el conducto en poco tiempo. Debe verterse a un pozo de profundidad conveniente (llamado de pozo de resalto), y desde su fondo llevar un conducto hasta el punto de acometida. En el pozo puede verterse libremente o llevar un conducto vertical pegado a una de las paredes, hasta el fondo. La ventaja del pozo es que, por sus dimensiones, permite la entrada del personal de reparaciones si ocurriera algún desperfecto importante. Cuando la arqueta final está pegada al pozo de resalto, suele recibir el nombre de arqueta de trasdós.
- Si el nivel estuviera por encima de la cota de alguno o algunos de los puntos de desagüe, habrá que hacer dos instalaciones separadas: una para los puntos que estén por encima de la cota, en la se actuará como se ha dicho en el caso anterior. Una segunda recogería los puntos que están bajo la cota y verterá a un pozo de acumulación, provisto de una bomba que se pondrá en marcha cuando un medidor de nivel detecte que se ha llegado al máximo admisible, vaciando entonces el pozo, hasta la cota de desagüe de la arqueta final de la instalación anterior.

## Construcción
Las conducciones empleadas en esta instalación son actualmente, casi todas de material plástico. Se han utilizado tuberías de hormigón centrifugado (para los albañales), de amiantocemento (actualmente prohibido en la mayoría de los países), de fundición, de gres o de alfarería (que se llamaban antiguamente atanores). Normalmente se suelen emplear conductos de PVC para elementos colgantes, y conductos de polipropileno para tuberías enterradas ( suelen ser de color naranja).
Nunca una tubería vertical, que recoge al menos un inodoro, debe tener una sección inferior a 100 mm de diámetro y si se trata de una de la red horizontal no será inferior a 125 mm.
Cuando se trata de una red enterrada, los empalmes de tuberías, entre sí y con las bajantes, se hacen en arquetas que pueden construirse en obra de ladrillo o ser prefabricadas. Las arquetas deben ser fáciles de registrar, pues son fundamentales para la limpieza de posibles atascos de la red de albañales y, además, a menudo el atasco se produce en la propia arqueta.
Las instalaciones normales están previstas (dimensionadas) para evacuar las aguas sucias y fecales; de ningún modo debe echarse por cualquiera de los conductos materia no orgánica y sobre todo las cosas que sean de tamaño grande (como pañales, compresas...) que deberán tirarse a la basura corriente.